# 멜로디페스티발렌

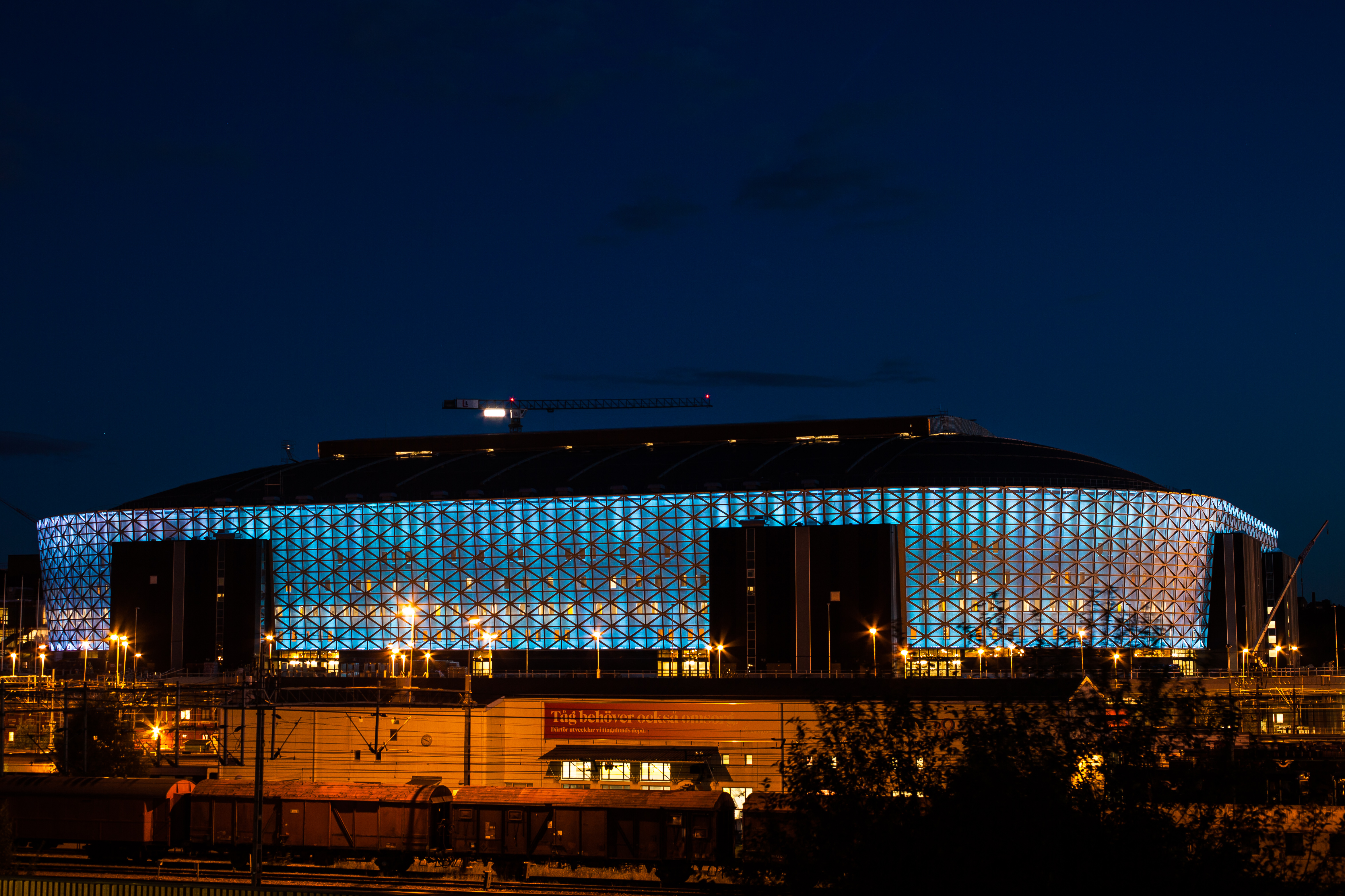

멜로디페스티발렌(스웨덴어: Melodifestivalen)은 스웨덴의 방송사 SVT와 라디오 방송국 SR가 주최하는 유로비전 송 콘테스트 예선이다. 1958년부터 시작되었다.